# AGD Interactive
AGD Interactive är ett företag som specialiserat sig på att göra om spel från 1980 och 90-talen från Sierra Entertainment. AGD Interactive grundades 2001 som Tierra Entertainment men bytte namn 2003. Bland de spel som gjorts finns bland annat:
- King's Quest I: Quest for the Crown
- King's Quest II: Romancing the Throne
- King's Quest III: To Heir Is Human
- Quest for Glory II: Trial by Fire